# Рудник Кокпатас
Рудник Кокпатас – гірничодобувний майданчик в центральній частині Узбекистану.
Рудник здійснює розробку однойменного золоторудного родовища, яке знаходиться в районі міста Учкудук. Останнє виникло у зв’язку з розробкою уранового родовища Учкудук, проте завершення радянської ядерної програми змусило перепрофіліювати виробництво. Як наслідок, Північне рудоуправління Навоїйського гірничо-металургійного комбінату (НГМК) узялось за видобуток злотовмісних порід, а його першим рудником на цьому напрямку став Кокпатас, де розкривні роботи стартували в 1991 році.
Роботи ведуться відкритим способом зі створенням великого кар‘єру, а отримана руда постачається на Гідрометалургійний завод № 3 (ГМЗ-3), що належить до Північного рудоуправління.
Станом на першу половину 2020-х на сайті НГМК потужність рудника Кокпатас була зазначена як 4 млн тонн руди на рік.